# SV Mattersburg
SV Mattersburg byl rakouský fotbalový klub sídlící v Mattersburgu. Byl založen roku 1922, letopočet založení byl i v klubovém emblému. Hřištěm klubu byl Pappelstadion s kapacitou 17 100 diváků.
V sezóně 2016/17 hrál rakouskou Bundesligu.

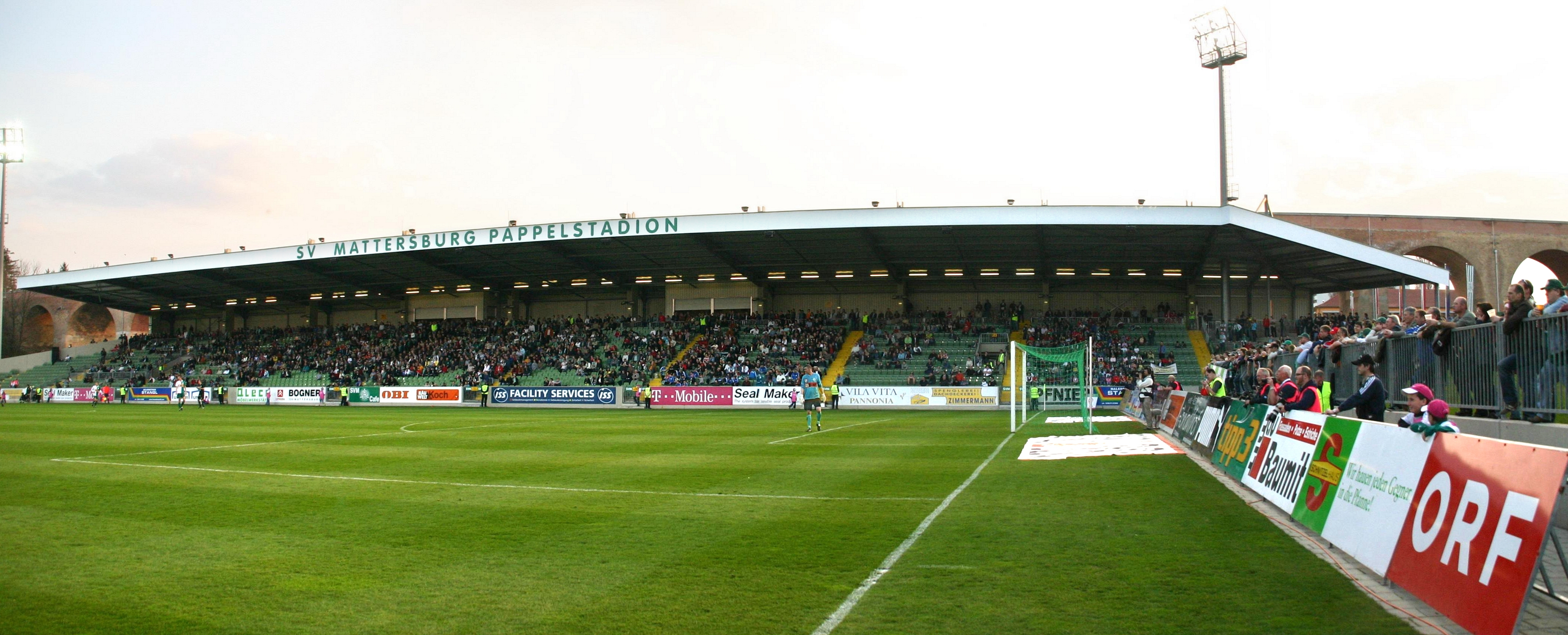

V srpnu 2020 klub vyhlásil bankrot poté, co hlavní sponzor Commerzialbank Mattersburg im Burgenland AG kvůli finančnímu skandálu skončil s podporou.